# Roger Prévotal
Roger Prévotal, né le 27 mars 1924 à Paris 18e et mort le 16 février 1992 à Saint-Jean-de-Luz (Pyrénées-Atlantiques), est un coureur cycliste français. Professionnel de 1945 à 1952, il a notamment terminé deuxième de Paris-Tours. 
Son frère Jacques fut lui aussi coureur cycliste.

## Palmarès

### Palmarès amateur
- 1943
  - Champion d'Île-de-France
  - Paris-Ézy
  - 2e de Paris-Briare
- 1944
  - Paris-Château-Thierry
  - Paris-Ézy
  - Paris-Eu
  - 2e de Paris-Briare
  - 3e de Paris-Rouen
- 1945
  - 3e de Paris-Mantes

### Palmarès professionnel
- 1946
  - 2e de Paris-Tours